# Procambridgea carrai
Procambridgea carrai là một loài nhện trong họ Stiphidiidae.
Loài này thuộc chi Procambridgea. Procambridgea carrai được V. T. Davies miêu tả năm 2001.